# Ulrich III. von Graben
Ulrich III. von Graben (auch vom Graben, Grabner), kaiserlicher Burggraf zu Marburg und Graz (* 1415 auf Schloss Kornberg; † 16. Februar 1486 ebenda) war ein steirischer Edelmann und Politiker, der im 15. Jahrhundert gelebt hat. Er galt als unerschüttlich treuer Anhänger Kaiser Friedrichs III. und erfüllte für ihn diverse hohe politische und verantwortliche Funktionen in der Steiermark, wie das eines Landeshauptmannes und kaiserlichen Statthalters der Steiermark sowie Hauptmannes zu Graz und Marburg. Darüber hinaus war er ein wichtiger kaiserlicher Rat. Ulrich von Graben trug des Weiteren die Titel eines Herren von Kornberg, (Ober)radkersburg, Grabenhofen, Graben, Marburg, mit der Obermarburg und Schloss Marburg.
Der Genealoge Gabriel Bucelin betitelt Ulrich von Graben in seinem Werk Germania topo-chrono-stemmato-graphica sacra et prophana als Baron. Es ist aber keine Erhebung Von Grabens in den (Frei)Herrenstand bekannt.

## Familie

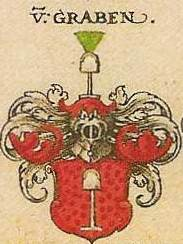
Wappen der steirischen Von Graben auf Kornberg, Johann Siebmachersche Wappentafel

Ulrich III. entstammte dem Geschlecht der Von Graben. Er war ein Sohn des Burggrafen Friedrich II. von Graben und entstammte entweder aus dessen ersten Ehe mit einer Edelfrau aus dem Geschlecht deren von Plankenwarth oder aus seiner zweiten Ehe (1405) mit Adelheid Hoffer. Einer seiner Brüder war Reinprecht V. von Graben, ein hoher Militär und Kämmerer der Habsburger in Tirol und Niederösterreich. Ulrich hatte auch zwei nachgewiesene (Halb)schwestern; Veronika von Graben (* 1404), verheiratet mit Philipp Breuner und Agnes Veronika von Graben (* 1406), welche mit Johann von Wolfsthal (* 1402) verheiratet war. Deren Tochter Adelheid (* 1428) verehelichte sich im Jahre 1450 mit Ruprecht I. von Windischgraetz (* 1416). Ulrichs Verwandte aus der Sommeregger Linie des Geschlechts waren sein Onkel Andreas von Graben zu Sommeregg, welcher unter den Grafen von Cilli Hauptmann der Grafschaft Ortenburg war, und dessen Sohn Virgil von Graben, dem bedeutendsten Edelmann der Grafschaft Görz, der dessen Eintritt in das Habsburgerreich ermöglichte.
Ulrich von Graben heiratete im Jahre 1464 Agnes Närringer, Tochter des Mert Närringer und eine Witwe des Hans Breuner, mit welcher er vier Söhne und drei Töchter hatte; als Mutter der Tochter Margret nennt Bucelin aber Magdalena Baronissa de Tschernembl. Aus einer dritten Ehe mit Benigna Freinsteinerin († 1486) – andere Quellen sprechen von Benigna von Braunstein – hatte er keine weiteren Kinder.
- Wolfgang von Graben († 1521), österreichische Verwaltungsperson und Militär, Burggraf auf Saldenhofen, in älteren Quellen findet die Erwähnung statt, dass Wolfgang von Graben, hierbei ist womöglich der Sohn von Ulrich III. von Graben gemeint, einen holländischen Zweig gründete.[11] Das Geschlecht De Graeff führt noch heutzutage eine Variante des "Graben-Wappen".[12]
- Andree von Graben († 1521), Verweser des Amtes Windischgraetz
- Georg von Graben († 1522), vielleicht ident mit dem Jörg Grabner, verstarb ohne Leibeserben
- Rosina von Graben († 1539), verheiratet mit Heinrich von Guttenberg, dem bambergischen Vizedom in Kärnten[13]
- Margret (Marusch) von Graben, dreimal verheiratet: Andree von Himmelberg, Christoph von Silberberg sowie mit dem bayrischen Siegmund von Königsfeld(er), Herr von Niederaichbach (1500; † 1539); Margret wird in der Genealogie von Bucelin als Baronin genannt, so wie als (Freyin) Freiin;[14] sie war die Schwiegermutter des Hans von Neuhaus[15]
- Elisabeth von Graben, verheiratet 1483 mit Georg IV. von Auersperg (in seiner dritten Ehe) und hernach mit Siegmund Kreuzer zu Wernberg; aus der Ehe mit dem Auersperg stammten 7 Kinder;[16] Elisabeth verstarb im Jahre 1489 im Kloster Sittich
- Wilhelm von Graben († 1523), pfandweiser Besitzer von Herrschaft und Schloss Saldenhofen sowie kaiserlicher Pfleger auf Burg Neuberg; Wilhelm hatte Andrä von Graben († 1556), dem Herren von Kornberg und Obermarburg, zum Sohn. Mit jenem Von Graben starb der steirische Zweig auf Schloss Kornberg aus.[17]

## Politische Karriere
Seine erste Erwähnung datiert aus dem Frühjahr 1452 als Ulrich an der Kaiserkrönung in Königs Friedrichs III. Gefolge in Rom teilnahm. Im Jahre 1456 wurde Ulrich und seinem Vater Friedrich II. die bedeutende Herrschaft Marburg, mit der Obermarburg, dem Amt Marburg an der Drau sowie dem Schloss Marburg im Streit mit Wolfgang von Walsee gerichtlich zugesprochen.

### Burggraf und Hauptmann zu Marburg, Landeshauptmann der Steiermark
1456 erfolgte Ulrich von Grabens Bestellung zum kaiserlichen Burggraf en (Pfleger) und Hauptmann zu Marburg. Im Jahre 1462 war einer der kaiserlichen Abgesandten an die Wiener Bürger, welche im Habsburgischen Streit zwischen Kaiser Friedrich und dessen Bruder Albrecht von Habsburg eine Rolle spielten. Am 8. Dezember desselbigen Jahres trat er die Nachfolge des zuvor verstorbenen Eberhard VIII. von Walsee als Landeshauptmann des Herzogtums Steiermark an. Im selbigen Jahr wurde Ulrich nebst seinem Bruder Wolfgang von Graben († vor 1468) zum Geldeinnehmer des steirischen Gebiets "innerhalb der Drau" benannt.
in den 1460er Jahren erhielt Ulrich diverse landesfürstliche und Salzburger Lehen. Im Jahre 1469 wurde Ulrich als kaiserlicher Truchsess mit dem Schloss Marburg, welches sein Vater im Prozess gegen die Herren von Walsee erlangt hatte, belehnt. 1469, während der Baumkircherfehde, trugen Andreas Baumkircher, Hans von Stubenberg, Andreas von Greisenegg, Niklas von Liechtenstein Ulrich von Graben des Kaisers statt die Fehde an.
Als steirischer Landeshauptmann ist im Jahre 1469 Graf Wilhelm von Dirnstein nachgefolgt. Im Jahre 1475 erfolgte Von Grabens Ernennung zum Generaleinnehmer der Steiermark. 1474 war er einer der seitens des Kaisers bestimmten Räte aus den Herzogtümern Steiermark, Krain und Kärnten, die die Aufgabe hatten Beschlüsse gegen die Türkengefahr zu erarbeiten, und hernach die Prälaten, den Adel und die Städte dieser Herzogtümer darüber zu informieren.
Kaiser Friedrich vermachte ihm das Schloss Eppenstein und stattete ihn mit einem Gnadenbrief aus, der es ihm gewährte, dass ihm niemand als direkt beim Kaiser selbst anklagen zu vermöge. Des Weiteren erhielt er von Kaiser Friedrich ein besonderes Diplom, welches ihm gestattete, mit blauem und nicht mit rotem oder weißem Wachs zu siegeln. Noch bis in das Jahr 1482 wurde Von Graben in diversen Urkunden als kaiserlicher Hauptmann/Burggraf von Marburg genannt.

### Burggraf und Hauptmann zu Graz, Statthalter der Steiermark
Da sich Ulrich von Graben auf seinem Marburger Posten sehr auszeichnete, berief ihn Kaiser Friedrich 1480 zum Befehlshaber des Hauptschlosses in Graz, sprich zum (kaiserlichen) Burggrafen von Graz sowie zum Schlosshauptmann (Kastellan) des Grazer Schlosses (wobei er laut anderen Quellen erst 1481 oder gar erst 1483 in dieses Amt eingeführt wurde). Als solcher wurde er seitens es Kaisers zum Schutzherr für dessen, in der Steiermark weilenden, Tochter Kunigunde von Österreich bestellt, deren Sicherheit durch die Einfälle der Ungarn unter Matthias Corvinus in Bedrängnis gelangte. Ende 1481 erhielt Ulrich von Graben als kaiserlicher Hauptmann zu Graz Mitteilungen sowie einen kaiserlichen Befehl aus Wien über eine vermutenden politischen Anschlag einiger Personen vom erbländischen Adel. Hierbei konnte er einen räuberischen Komplott und eine damit verbundene Entführung der Habsburgerin vereiteln. Namentlich wurden zwei Personen, Grässl und Himmelfreund, durch Maubicz von Csernahora, dem Kapitän von Corvinus im nahen Leibnitz bestochen, um die Ungarn ins Schloss einzulassen. Derweil hielten sich schon an die 2.000 Ungarn in unmittelbarer Nähe versteckt auf. Von Graben wurde bei seiner nächtlichen Begutachtung des Schlosses durch ein Hundegebell auf den Verrat aufmerksam und konnte diesen somit noch rechtzeitig vereiteln. Nach der Inhaftierung der Verräter flohen die Ungarn nach Leibnitz, die beiden verhinderten Verräter wurden gehängt und gevierteilt. Als Erinnerung an die abgewandte Gefahr wurde neben dem Uhrturm auf dem Grazer Schlossberg ein in Stein gehauener Hund aufgestellt.

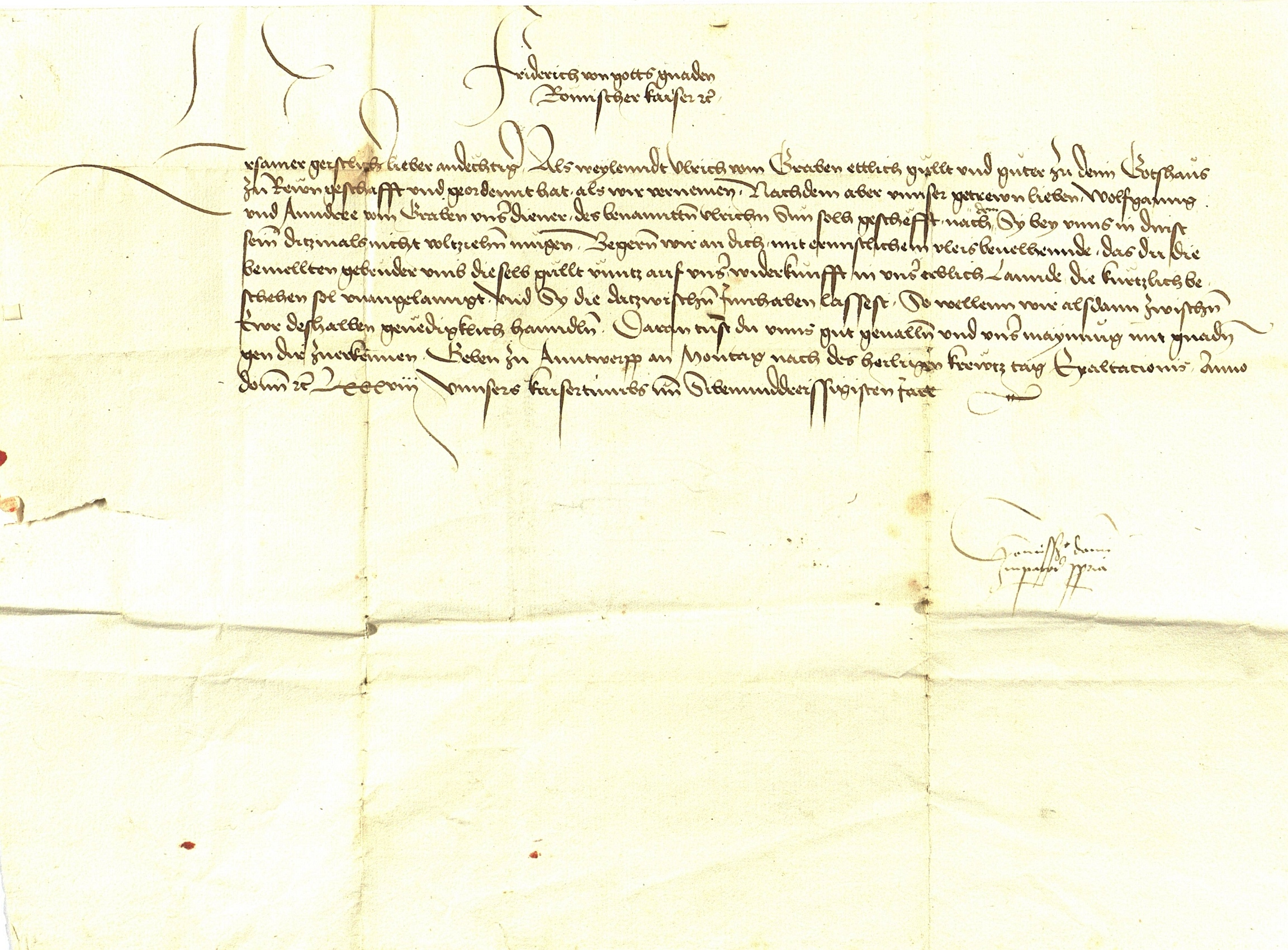
Kaiser Friedrich III. ersucht den Reiner Abt Wolfgang Schrötl im Jahre 1488 um Rückstellung der von Ulrich III. von Graben dem Kloster Rein gewidmeten Güter, da dessen Söhne Wolfgang und Andree von Graben diese Schenkung beeinsprucht haben

Als der Kaiser 1484 die Steiermark (auf immer) verließ, setzte er fünf Anwälte (Statthalter) seines Vertrauens ein: dies waren neben Burggraf Ulrich von Graben Bischof Matthias Scheit von Seckau, Friedrich von Stubenberg, der Verweser der steirischen Landeshauptmannschaft Christoph von Mindorf sowie der kaiserliche Sekretär Andreas am Stein. Ulrichs letzte urkundliche Erwähnungen fanden im Jahr 1486 statt. Im Jahre 1490 suchte sein ältester Sohn Wolfgang in Seckau um Lehensurlaub an.
Anzumerken ist, dass ihm der Kaiser den Hauptmannsold und die Burghut für Marburg und Graz über Jahre hinweg schuldig geblieben war.

## Trivia
- 1468 gelangte ein Teil des Gutes Sankt Veit am Vogau an Von Graben.[38]
- Zur Zeit der Türkenkriege im Jahr 1477 entsetzte Ulrich III. von Graben seinen Vetter Rudolph von Graben aus türkischen Gefangenschaft.[39] Es handelt sich hierbei um Ruth von Graben, einem Sohn von Andreas von Graben zu Sommeregg, der nicht wie in oberer Quelle erwähnt aus Krain stammte, sondern von der in der Steiermark lebenden Kornberger Linie des Geschlechts.[40]

## Quelle
- Von Graben Forschung